# 千国荘
千国荘（ちくにのしょう）は、信濃国安曇郡（現在の長野県北安曇郡白馬村、小谷村）にあった荘園。荘域は佐野坂峠以北から越後国境まで、南北約34キロメートルにわたる。

## 歴史
鎌倉時代には、『吾妻鏡』文治2年3月12日（1186年4月3日）条に後白河法皇から源頼朝に示された「関東御知行国々内乃具未済庄々注文」に六条院領の荘園として見える。
延元元年（1190年）、平康家の地頭請所となり、『新見文書』の下文には「六条院御領 信乃国千国御庄内 於他里・飯守所」とあり、小谷と飯森の二か所に政所が置かれたことがうかがえ、その際、領家に年貢布六十段を収めるように定められた。
建久元年12月、六条院は頼朝の京都滞在に随行していた梶原景時発出の下文を得ることによって千国荘の地頭の年貢滞納を正そうとしたとみられている。
宝徳3年（1451年）以後は荘園名としては見えず、千国郷、小谷郷などに分かれ、複数回にわたって諏訪大社下社や穂高神社の造営役を勤仕している。